# Thomas Buntzen
Thomas Buntzen (født 5. september 1776 i København, død 28. juni 1807 i Sankt Petersborg) var en dansk læge.
Thomas Buntzen var søn af  havnemester Jacob Buntzen og Johanne Cathrine, født Sandgaard. Han blev student privat 1795, tog medicinsk eksamen 1803, og erhvervede sig doktorgraden 1804. Efter kort tid som praktiserende læge i København rejste han til Rusland, tog russisk lægeeksamen og blev ansat som overlæge ved det kejserlige kadetakademi i Sankt Petersborg. I 1804 giftede han sig med Medea Cathrine Garb (død 1859 i København). 
Han døde allerede 1807 men har i sin korte levetid udfoldet en genial og banebrydende experimental virksamhed på det fysisk-fysiologiske område, til dels med udgangspunkt i Galvanis og Voltas forsøg.
Resultaterne foreligger i flere større og mindre afhandlinger, der både i indhold og fremstilling vidner om en rigt begavet ånd.   Først i den senere tid har de dog fået fortjent opmærksomhed. Således har han publiceret: Forskjellige galvaniske Forsøg (i Nyt Bibliothek for Fysik, Medicin og Økonomi, udgivet af Rafn, IV),  sin doktordissertation om oprindelsen til den dyriske varme og Beiträge zu einer künftigen Physiologie (1805). Også i Gilberts Annalen der Physik (bind XV og XXV) gives udførlige fremstillinger af hans undersøgelser. I disse arbejder har han eksperimentalt påvist varmeudvikling både ved galvanisk strøm og ved muskelkontraktion og givet en fuldt udviklet teori om varmens dynamiske oprindelse, i det han navnlig lægger vægt på udjævningen af plus- og minus-elektricitet. Han har der også meddelt en den gang ny konstruktion af galvaniske søjler af fugtige organiske stoffer (af nerve- og muskelvæv, agaricus med salmiak) og på Galvanis frøpræparat demonstreret trækning ved muskelens berøring navnlig med en skråt gennemskåren nerve. Han synes væsentlig at have været autodidakt. Panum formoder at han har fundet støtte hos den jævnaldrende H.C. Ørsted, men det er næppe rigtigt. Den store nytte og støtte, Buntzen har haft af sin kollega instrumentmageren Jeppe Smiths fortrinlige fysiske apparater, fremhæver han selv i sine arbejder.